# Pelda oja
Pelda oja (även Jaska oja) är ett 14 km långt vattendrag i landskapet Viljandimaa i Estland. Det är ett västligt vänsterbiflöde till Tääksi oja som ingår i Pärnuflodens avrinningsområde.